# دوار أولاد قدور (السجع بني وكيل)
دوار أولاد قدور هو دُوَّار يقع بجماعة عين لحجر، إقليم تاوريرت، جهة الشرق في المملكة المغربية. ينتمي الدوّار لمشيخة السجع بني وكيل التي تضم 16 دوار. يقدر عدد سكانه بـ 64 نسمة حسب الإحصاء الرسمي للسكان والسكنى لسنة 2004.

## روابط خارجية
- البوابة الوطنية للجماعات الترابية نسخة محفوظة 12 مارس 2018 على موقع واي باك مشين.
- المندوبية السامية للتخطيط